# 鶴田軍
鶴田軍（つるたぐん）は、全日本プロレスでジャンボ鶴田率いるプロレスラー軍団である。

## 歴史
鶴田は、ジャイアント馬場の指導を仰ぎながら世界の一流レスラーと戦い抜き、1983年8月31日、蔵前国技館で行われたインターナショナルヘビー級選手権でブルーザー・ブロディから日本のプロレス界最高の名誉であるタイトルを奪取したとき、師匠の馬場から「よくやったな。今日からお前がエースだ」と祝福を受け、これをきっかけに馬場との師弟コンビを解消。その年の秋から天龍源一郎と「鶴龍コンビ」を結成した。
1985年からの長州力らジャパンプロレス勢との抗争で名実ともに全日本のエースとして成長した鶴龍コンビであったが、1987年に長州がジャパンを離脱、これに危機感を持った天龍が鶴龍コンビを解消し阿修羅・原と「天龍同盟」を結成し鶴田と敵対関係となる。鶴田も元ジャパンの谷津嘉章と「五輪コンビ」を結成し対抗したが、1990年に天龍が全日本を離脱してSWSへ移籍する。これに谷津を始め多くの選手が追随する形となり大量離脱劇となった。天龍不在の全日本マットで、鶴田の元付け人であった2代目タイガーマスク改め三沢光晴が決起し鶴田の新たなライバルとなり、川田利明・小橋健太・田上明らと「超世代軍」を結成。一方で谷津の離脱でパートナー不在となった鶴田は田上を新パートナーに指名。こうして「鶴田軍」vs「超世代軍」の新たな軍団抗争が勃発し、全日本は空前の人気を迎える。この時期の鶴田軍は超世代軍のほか外国人陣営のスタン・ハンセン＆ダニー・スパイビー、テリー・ゴディ＆スティーブ・ウィリアムス(殺人魚雷コンビ)と並ぶ四強の一角として、世界タッグ王座戦・世界最強タッグ決定リーグ戦などで活躍していた。
しかし、鶴田が1992年末にB型肝炎疾病により長期離脱を余儀なくされ、これ以後は鶴田軍の2番手であった田上が鶴田軍をリード。1993年に川田が三沢越えを目指して超世代軍を離脱し田上と共闘し「聖鬼軍（せいきぐん）」を結成、鶴田軍を事実上継承した。
鶴田軍は全日本のエースであるジャンボ鶴田のユニットなのでいわば全日正規軍的な立場ではあるが、超世代軍との対戦ではヒール的に見られることも多かった。

## メンバー
- ジャンボ鶴田
- 田上明
- 渕正信
- マイティ井上
- 小川良成
- 秋山準（1993年に川田と入れ替わる形で超世代軍に移籍）